# Cantador-sinaleiro
Formigueiro-cantor-peruano ou cantador-sinaleiro (Hypocnemis peruviana) é uma espécie de ave da família Thamnophilidae. É encontrado em florestas úmidas no sudeste da Colômbia, leste do Equador, leste do Peru, norte da Bolívia e oeste do Brasil. Era considerado uma subespécie do Hypocnemis cantator, mas baseado em diferenças vocais e em menor grau em diferenças de plumagens, recomendou-se que fossem tratadas como espécies separadas.
O Cantador-sinaleiro foi descrito pela primeira vez em 1884 pelo zoólogo Wladyslaw Taczanowski.

## Estado de conservação
Esta espécie tem um alcance muito grande e, portanto, não se aproxima dos limites para ser considerada Vulnerável sob o critério de tamanho de alcance (sua extensão de ocorrência é de cerca de 2.500.000 km2). A tendência da população parece estar aumentando e, portanto, a espécie não se aproxima dos limiares para Vulnerável sob o critério de tendência da população. O tamanho da população não foi quantificado, mas não se acredita que se aproxime dos limiares para Vulnerável sob o critério de tamanho da população. Por estas razões, a espécie é avaliada como Pouco preocupante.

## Características
Esse tipo de espécie tem uma cabeça e peito pretos, brancos e/ou cinzentos, com flancos grossos e uma parte inferior e traseira castanha opaca.

## População
O tamanho da população global da espécie não foi quantificado, mas a espécie é descrita como cada vez mais comum. Acredita-se que esta população esteja aumentando por causa da ausência de evidência de qualquer declínio ou ameaça substancial.